# Albert Spalding (baseball)
Pour les articles homonymes, voir Albert Spalding et Spalding.
Albert Goodwill Spalding ou Albert Spalding (né le 2 septembre 1850 - mort le 9 septembre 1915) est un joueur professionnel américain de baseball ayant évolué en Ligue majeure de baseball entre 1871 et 1877. Il fonde avec son frère l'entreprise Spalding, spécialisée dans la fourniture d'équipements sportifs. Son neveu Albert Spalding (1888-1953) était un violoniste et compositeur.

## Biographie
Vers 1876, il fonde avec son frère l'entreprise Spalding, pour vendre des équipements sportifs. En 1878 il prend sa retraite sportive mais reste dans le milieu de baseball en étant le premier manager des Cubs de Chicago. Son entreprise grandit et, en 1901, il possède 14 magasins aux États-Unis. En 1905, après qu'Henry Chadwick a écrit un article affirmant que le baseball dérivait des sports britanniques, le cricket et le rounders, Albert Spalding met sur pied un comité pour découvrir les véritables origines du baseball. Le comité lance un appel au public et, au bout de trois ans, Spalding reçoit une lettre qui attribue (de façon erronée) l'invention du baseball à Abner Doubleday. En 1908, il reçoit les archives d'Henry Chadwick, qu'il combine à ses propres souvenirs pour écrire America's National Game (sorti en 1911), une des premières publications sur l'histoire du baseball.
Il est élu au Temple de la renommée du baseball en 1939, vingt ans après sa mort.

## Palmarès
Albert Spalding a gagné 253 parties pour 65 perdues (79,6 %) ce qui représente le meilleur pourcentage de victoires de l'histoire de la Ligue majeure. Spalding n'était pas simplement un joueur, il fut parmi les fondateurs de la Ligue nationale. À la batte il avait une moyenne de 0,313 avec 327 points produits et 417 points comptés.